# Адріана Угарте
Адріана Угарте (ісп. Adriana Ugarte; *17 січня 1985, Мадрид, Іспанія) — іспанська театральна та кіноактриса.

## Біографія
Адріана Угарте народилася 17 січня 1985 року у Мадриді. Адріана — онука Едуардо Угарте, письменника та сценариста, який працював з видатним іспанським режисером Луїсом Бунюелем. Угарте навчалася в школі Nuestra Señora del Pilar de Madrid.

## Фільмографія
- Голова собаки (2006)
- Двір моєї в′язниці (2007)
- Стокгольм (2008)
- Гра повішеного (2008)
- Етюди втрьох (2009)
- Темний імпульс (2011)
- Зворотня сторона кохання (2011)
- Запалювання (2013)
- Час без повітря (2014)
- Пальми в снігу (2015)
- Джульєтта (2016)
- Коханець моєї дружини (2018)

## Телебачення
- Поліцейські, в серці вулиці (2002)
- Болото (2003)
- Секрет героя (2003)
- Комісар (2006)
- Стіл на п'ятьох (2006)
- Центральна лікарня (2002–2007)
- Сеньйора (2008–2010)
- Викрадені діти (2013)

## Театр
- Дім Бернарди Альби (2003)
- Великий театр світу (2013)

## Нагороди
- Премія Fotogramas de Plata: 2009[1], 2013
- Премія Ondas: 2014